# Lillehammer
Lillehammer ist eine Kommune im norwegischen Fylke Innlandet. Die Kommune hat 29.011 Einwohner (Stand: 1. Januar 2025) und liegt am Nordende des Sees Mjøsa. Verwaltungssitz ist die Stadt Lillehammer, in der die Olympischen Winterspiele 1994 ausgetragen wurden.

## Geografie

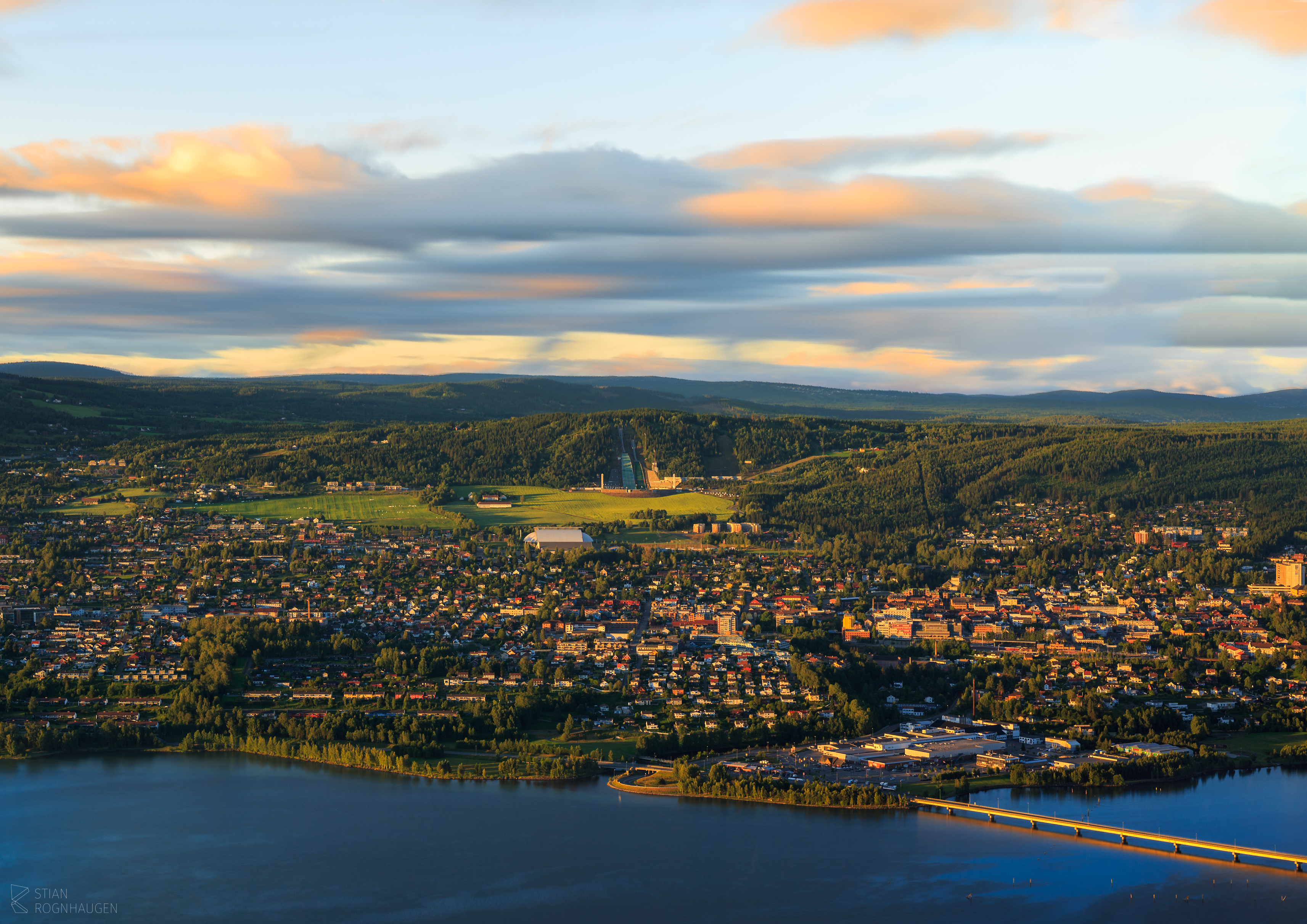
Blick auf die Stadt Lillehammer mit dem Mjøsa im Vordergrund

Die Kommune Lillehammer liegt im Zentrum des Fylkes Innlandet und grenzt im Norden an Øyer, im Osten und Südosten an Ringsaker, im Süden an Gjøvik, im Südwesten an Nordre Land sowie im Nordwesten an Gausdal. Die Kommune umfasst das Gebiet um das Nordende des nordwestlichen Arms des Sees Mjøsa. Dieser ist der flächenmäßig größte See Norwegens. Durch den Norden der Kommune fließt der Fluss Lågen, der etwas nördlich der Stadt Lillehammer in den See Mjøsa mündet. Der Lågen fließt aus dem Tal Gudbrandsdalen von Norden kommend auf den Mjøsa zu. An dessen Ostufer liegt die Ortschaft Fåberg. Von Nordwesten kommend mündet südlich von Fåberg, kurz vor der Mündung des Lågens, die aus dem Nordwesten kommende Gausa in den Fluss. Die Stadt Lillehammer liegt am Nordostufer des Mjøsas. In der Stadt mündet die Mesna in den See.
Die Gesamtfläche der Kommune beträgt 477,94 km², wobei Binnengewässer zusammen 27,22 km² ausmachen. Sowohl im Osten als auch im Westen des Lågens und des Mjøsas steigt das Terrain an und erreicht im westlichen und östlichen Höhen von über 1000 moh. Die Erhebung Nevelfjell stellt mit einer Höhe von 1091,5 moh. den höchsten Punkt der Kommune Lillehammer dar.

## Einwohner
Der Großteil der Einwohner lebt entlang des Ufers des Lågens und des Mjøsas sowie in kleinerem Umfang im Gausdal, dem Tal der Gausa. Bedingt durch den touristischen Ausbau der Berggebiete stieg auch dort die Zahl der Einwohner an. In der Gemeinde liegen mehrere sogenannte Tettsteder, also mehrere Ansiedlungen, die für statistische Zwecke als eine städtische Siedlung gewertet werden. Der größte Tettsted ist die Stadt Lillehammer  mit 21.468 Einwohnern. Die weiteren Tettsteder sind Jørstadmoen mit 656, Fåberg mit 682, Vingrom mit 752 und Vingnes mit 1524 Einwohnern (Stand: 1. Januar 2024).
Die Einwohner der Gemeinde werden Lillehamring genannt. Offizielle Schriftsprache ist wie in vielen Kommunen in Innlandet Bokmål, die weiter verbreitete der beiden norwegischen Sprachformen.
| Jahr          | 1986   | 1990   | 1995   | 2000   | 2005   | 2010   | 2015   | 2020   | 2025   |
| ------------- | ------ | ------ | ------ | ------ | ------ | ------ | ------ | ------ | ------ |
| Einwohnerzahl | 22.128 | 22.782 | 24.170 | 24.724 | 25.075 | 26.381 | 27.300 | 28.345 | 29.011 |

## Geschichte
Lillehammer war eine kleine Siedlung mit rund 50 Einwohnern, als es im August 1827 Handelsrechte erhielt und zur kjøpstad wurde. Ziel war es, an strategisch günstiger Stelle, am Nordende des Sees Mjøsa und am Südende des Transportkorridors des Gudbrandsdalens einen Haltepunkt für Reisende und einen Umschlagplatz für Waren zu erhalten. Im Jahr 1827 erhielt Lillehammer dadurch seinen ersten Stadtplan. Der Ort wurde um den Hof Hammer herum entwickelt. Der Stadtplan bestand aus zwei weitgehend parallel zum Mjøsa-Ufer verlaufenden Straßen, die von zehn Querstraßen gekreuzt wurden. Durch das alte Stadtzentrum fließt der Fluss Mesna, an dem mit der Zeit eine Vielzahl an Industriebetrieben entstand. Innerhalb von zwei Jahren stieg die Einwohnerzahl auf 360 an.
Im Jahr 1842 erhielt Lillehammer Stadtrechte. 1856 wurde das Dampfschiff Skibladner in Betrieb genommen. Im Jahr 1894 folgte die Anbindung an das norwegische Eisenbahnnetz. Damit war die Stadt früh schnell und bequem erreichbar und entwickelte sich auf Grund des günstigen, trockenen Binnenklimas zu einem Erholungszentrum für Lungenkranke. Bald folgten die ersten Touristen, welche die Schneesicherheit zu schätzen wussten, und die Künstler, denen es das spezielle Licht angetan hatte. Weiterhin siedelten sich erste Betriebe an, u. a. eine Baumwollspinnerei. Bedeutend für die Stadt war die Ausrichtung der Olympischen Winterspiele 1994.
Die Kommune Lillehammer entstand im Rahmen der Einführung der lokalen Selbstverwaltung im Jahr 1837. Zum 1. Januar 1906 wurde ein Gebiet mit 140 Einwohnern, das zuvor zur Kommune Fåberg gehörte, eingemeindet. Zum 1. Januar 1964 wurde Fåberg mit 13.381 Einwohnern nach Lillehammer eingegliedert. Lillehammer hatte vor der Eingliederung 5905 Einwohner. Bis zum 31. Dezember 2019 gehörte Lillehammer dem damaligen Fylke Oppland an. Die Stadt Lillehammer fungierte als Verwaltungszentrum von Oppland. Oppland ging im Zuge der Regionalreform in Norwegen schließlich in das zum 1. Januar 2020 neu geschaffene Fylke Innlandet über.

## Wirtschaft und Infrastruktur

### Verkehr

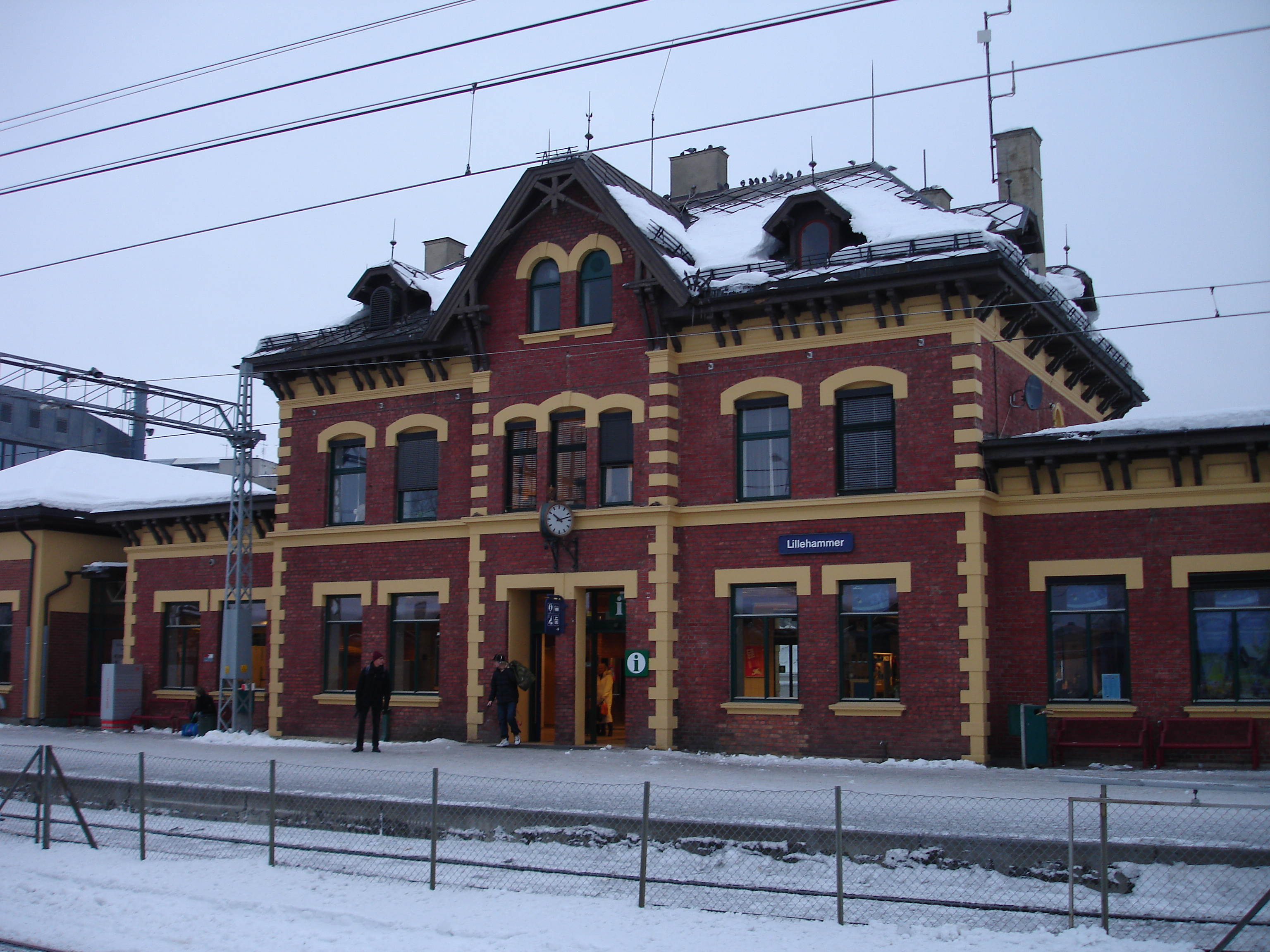
Bahnhof Lillehammer

Durch die Kommune führt in Nord-Süd-Richtung die Europastraße 6 (E6). Im Süden der Kommune verläuft sie auf der Westseite des Mjøsas bis in die Ortschaft Vingnes. Von dort führt sie über eine Brücke in die Stadt Lillehammer auf der gegenüberliegenden Uferseite. Von Lillehammer führt sie entlang des Ostufers des Lågens weiter in den Norden. Die E6 stellt Richtung Süden unter anderem die Verbindung zu den Städten Moelv, Brumunddal und Hamar her.
Ebenfalls in Nord-Süd-Richtung führt die Bahnlinie Dovrebanen durch die Kommune. Auch sie führt entlang des Lågens, aber im Gegensatz zur E6 weiter entlang des Ostufers des Mjøsas. Die Dovrebanen hat einen Bahnhof in Lillehammer und einen Haltepunkt in Hunderfossen, im Norden der Kommune. Der Bahnhof in Lillehammer wurde 1894 eröffnet, als die Bahnstrecke von Hamar bis Tretten in Betrieb genommen wurde. Der Bahnhof liegt rund 185 Kilometer vom Osloer Hauptbahnhof Oslo S entfernt. In Hunderfossen besteht seit 1986 ein Haltepunkt.

### Wirtschaft
Die Stadt Lillehammer ist das wirtschaftliche Zentrum für die gesamte Region Gudbrandsdalen. Während die Industrie an Bedeutung verlor, gewannen der Handel und der Dienstleistungssektor an Bedeutung hinzu. Die Industrie ließ sich ursprünglich vor allem entlang des Flusses Mesna nieder, der zur Stromerzeugung genutzt wurde. In der früheren Kommune Fåberg befinden sich vor allem entlang der Gausa für die Landwirtschaft gut geeignete Böden. Dort wird Getreide angebaut. Ansonsten ist vor allem die Tierhaltung verbreitet. Vor allem östlich der Stadt halten sich in den dortigen Bergregionen im Winter viele Touristen auf. Die Kommune zählt zu den mit den meisten Touristen. Bekannte Skigebiete in der Umgebung sind die Gebiete Hafjell, Nordseter und Sjusjøen. In der Ortschaft Jørstadmoen befindet sich der Hauptsitz der Cyber-Abteilung der norwegischen Streitkräfte, des Cyberforsvaret.
In der Kommune befinden sich zwei Wasserkraftwerke. Das Kraftwerk Hunderfossen wurde 1963 in Betrieb genommen und nutzt eine Fallhöhe von rund 46 Metern. Zwischen 1991 und 2020 hatte es eine mittlere Jahresproduktion von rund 597 GWh. Das zweite Kraftwerk ist das Wasserkraftwerk Mesna in den beiden Seen Nord-Mesna und Sør-Mesna. Dort wird seit 1985 eine Fallhöhe von rund 356 Metern ausgenutzt. Die mittlere Jahresproduktion liegt bei etwa 158 GWh.
Im Jahr 2021 arbeiteten von rund 14.500 Arbeitstätigen etwa 10.700 in Lillehammer selbst. Jeweils über 500 Personen pendelten in die Kommunen Oslo und Ringsaker und jeweils über 100 Personen nach Gjøvik, Hamar, Øyer und Gausdal. Insgesamt herrscht in der Kommune allerdings ein Arbeitsplatzüberschuss. Jeweils über 1000 Personen aus den Nachbarkommunen Ringsaker und Gausdal pendelten im Jahr 2021 nach Lillehammer. Aus den Kommunen Øyer und Gjøvik waren es jeweils über 500 Personen.

## Politik
Ab 1945 hatte Lillehammer bis 2023 nur Bürgermeister der Partei Arbeiderpartiet. Nach den Kommunalwahlen 2023 wurde Hans Olav Sundfør zum ersten Høyre-Bürgermeister seit 1945 gewählt.

## Bildung
In der Stadt Lillehammer befindet sich ein Campus der Universitetet i Innlandet (INN). Bis Ende 2016 bestand in Lillehammer die eigenständige Hochschule Lillehammer (Høgskolen i Lillehammer). Zum 1. Januar 2017 wurde sie mit der Hochschule Hedmark fusioniert.

## Kultur, Medien und Religion

### Medien
Der norwegische Privatradiosender P4 Radio Hele Norge hat seinen Hauptstandort in Lillehammer. In Lillehammer wird die Zeitung Gudbrandsdølen Dagningen herausgebracht. Die norwegisch-amerikanische TV-Serie „Lilyhammer“ spielt in Lillehammer.

### Museen und Sehenswürdigkeiten
In der Stadt Lillehammer liegt das kulturhistorische Museum Maihaugen, das 1904 eröffnet wurde. Es ist ein Regionalmuseum für die Region des Gudbrandsdalen. Im Museum enthalten ist das Postmuseum (Postmuseet) und das Norwegische Olympische Museum (Norges Olympiske Museum). In der Stadt befindet sich zudem das Lillehammer Kunstmuseum. Es wurde im Rahmen der Olympischen Winterspiele erbaut. Das Museumsgebäude wurde vom Architekturbüro Snøhetta entworfen. In Fåberg befindet sich das Norwegische Straßenmuseum (Norsk Vegmuseum). Im Norden der Kommune befindet sich außerdem der Familienpark Hunderfossen.

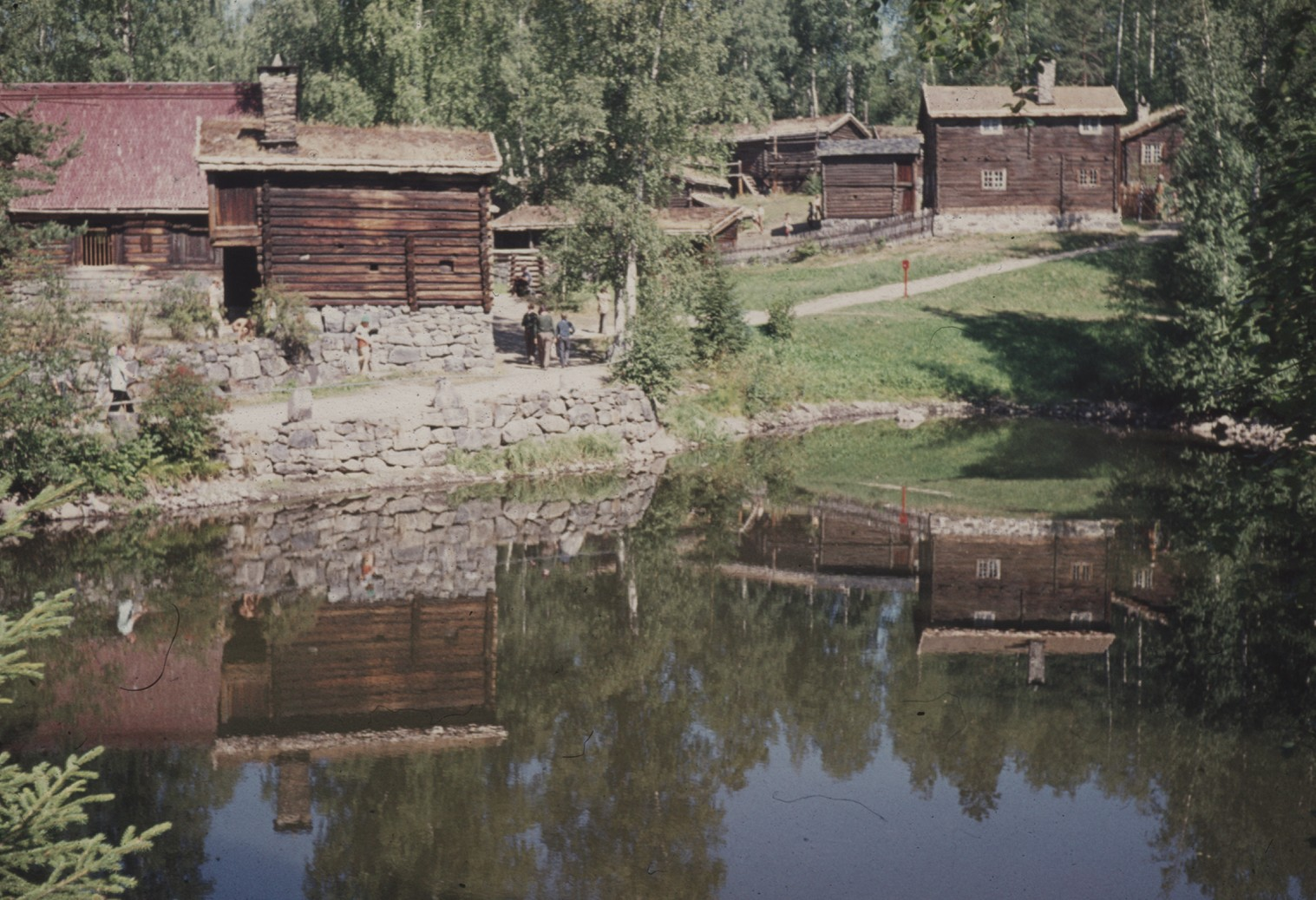
Maihaugen-Museum
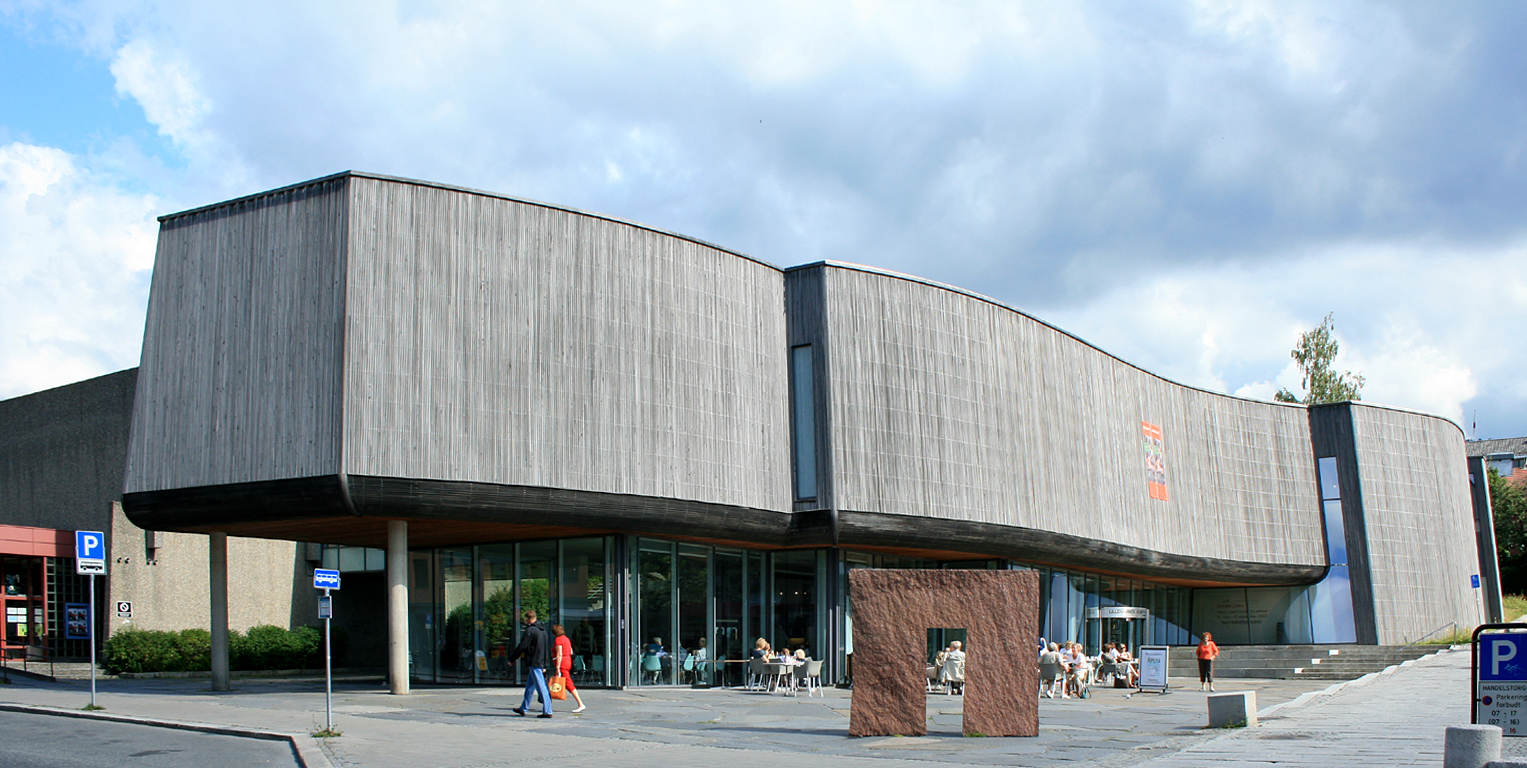
Lillehammer Kunstmuseum

### Kirchen

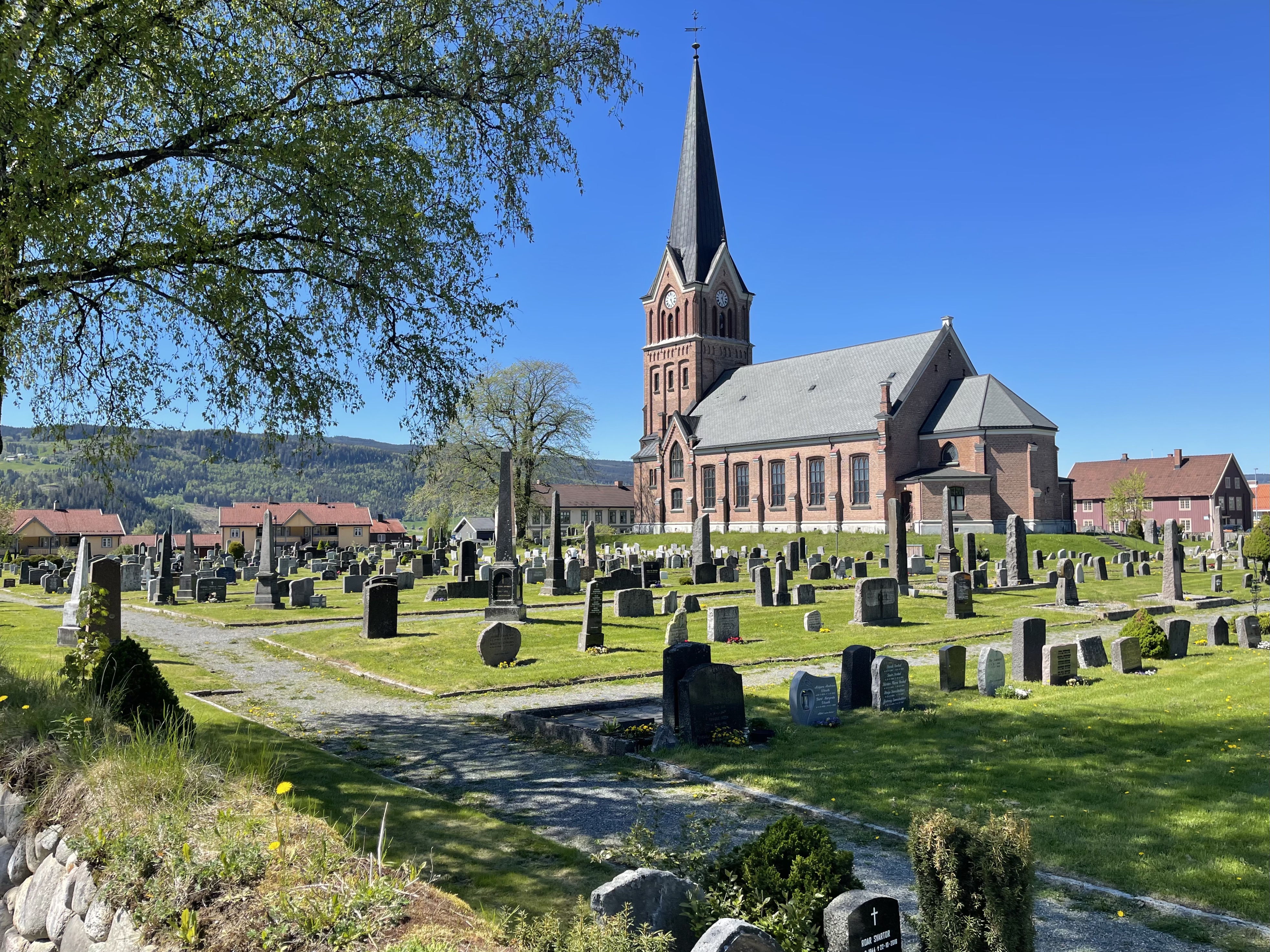
Kirche von Lillehammer

Die Lillehammer kirke in der Stadt Lillehammer ist eine Kirche aus dem Jahr 1882. Die Kirche wurde im Jahr 1959 umgebaut. Bei Fåberg steht die Fåberg kirke. Die Holzkirche wurde 1727 errichtet. Die Vingrom kirke wurde im Jahr 1908 erbaut. Auch sie ist eine Holzkirche. Weitere Kirchen in der Kommune sind die Saksumdal kirke, die Søre Ål kirke und die Nordre Ål kirke.
Im Freilichtmuseum Maihaugen befindet sich zudem die Stabkirche Garmo. Die Kirche hat einen kreuzförmigen Grundriss und wurde um das Jahr 1200 in der heutigen Kommune Lom erbaut. Sie wurde zu Beginn des 20. Jahrhunderts im Museum rekonstruiert. Bei der Rekonstruktion wurden größtenteils Materialien des originalen Kirchgebäudes verwendet.

## Sport
Lillehammer wurde durch die Ausrichtung der XVII. Olympischen Winterspiele 1994 weltweit bekannt. Die Stadt war in der Folge auch Austragungsort einer Reihe weiterer bedeutender Sportveranstaltungen wie zum Beispiel der Handball-Europameisterschaft der Männer 2008. 2016 war Lillehammer Ausrichtungsort der Olympischen Jugend-Winterspiele. In Lillehammer findet zudem jährlich das Birkebeinerrennet statt.
In Lillehammer befinden sich mehrere Wintersportanlagen. In der Stadt selbst liegt die Håkons Hall, eine Mehrzweckhalle, die unter anderem für Eishockey genutzt wird. Sie wurde 1993 fertiggestellt. Ebenfalls für Eishockey wird die Kristins Hall genutzt. Die Skisprungschanze Lysgårdsbakken (Lysgårdsbakkene Hoppanlegg) wurde 1992 fertiggestellt und befindet sich östlich der Stadt Lillehammer. Im Norden der Kommune liegt die bei den Winterspielen genutzte Bob- und Rodelbahn Lillehammer Olympiske Bob- og Akebane.

## Wappen, Name und Städtepartnerschaften

### Wappen
Blasonierung (Wappenbeschreibung): „Über Blau und Silber schräglinksgeteilt ein mit goldenen Stiefeln, rotem Rock und Strümpfen auf silbernen Skiern laufender historisch gekleideter Krieger mit rot gezierter Kopfbedeckung, in der rechten Hand eine silbergespitzte rote Lanze und links ein Dreieckschild in Weiß und Rot, gespalten mit je einem runden Zeichen in verwechselten Farben, haltend. Auf dem Schild die dreitürmige goldene Mauerkrone.“

### Name
Der Name Lillehammer bedeutet Klein-Hamar und steht im Gegensatz zu Storhamar (Groß-Hamar), dem namensgebenden Hof der weiter südlich gelegenen Stadt Hamar. Der zugrundeliegende Begriff hamar wird für Berge mit mindestens einer steilen Seite verwendet. Lillehammer taucht in älteren Quellen auch unter dem Namen Litlikaupangr auf, was darauf hindeutet, dass Lillehammer im Hochmittelalter ein Marktplatz (Kaupang) war.

### Städtepartnerschaften
Lillehammer hat mit folgenden Städten Städtepartnerschaften geschlossen:
- – Hørsholm, Dänemark
- – Leksand, Schweden
- – Oulainen, Finnland
- – Oberhof, Deutschland (seit 1. März 1993)
- – Hayward, Vereinigte Staaten (seit 1977)
- – Autrans (heute: Autrans-Méaudre en Vercors), Frankreich (seit 1973)
- – Minamiuonuma, Japan (seit 1972)

## Persönlichkeiten
Bekannte in Lillehammer geborene Menschen sind unter anderem Olemic Thommessen, der ehemalige Präsident des Stortings, der Radrennfahrer Edvald Boasson Hagen und die Archäologin Anne Stine Ingstad.